# Luisella babai
Luisella babai, o bien, Flabellina babai, comúnmente conocida como Flabellina blanca, es una especie de nudibranquio de la familia Samlidae. Este pequeño molusco, generalmente de color blanco translúcido y que mide como máximo un poco más de 50 mm, se encuentra en el mar Mediterráneo y el Adriático, así como en la costa atlántica desde Portugal hasta Senegal. Hermafodita como todos los nudibranquios, deposita en las ramas de los hidroides un cordón espiral compuesto por miles de huevos de los que eclosionan las larvas velígeras.

## Catalogación
La especie Luisella babai fue descrita originalmente en 1972 por Luise Schmekel bajo el protónimo de Flabellina babai.

## Distribución y hábitat
La especie se encuentra generalmente en el mar Mediterráneo y el Adriático. Su presencia también se ha documentado en las costas atlánticas de España, Portugal y Senegal.La Flabelina blanca vive en fondos rocosos ricos en hidroides entre 5 y 50 m de profundidad.

## Descripción
Este nudibranquio eólico mide entre 3 y 5,3 cm  en estado adulto; el cuerpo es alargado, la cola larga termina en punta. Su cuerpo es de color blanco translúcido con bordes que tienden al azulado. En su espalda se disponen de 7 a 12 grupos de 2 a 5 cerates que se elevan desde una base común como en Flabellina affinis. ; Semitranslúcidos, los ceratos largos y delgados revelan una extensión de la glándula digestiva que les da un color entre blanco y amarillo anaranjado en los extremos. Dos tentáculos orales largos y lisos están presentes en la parte anterior de la cabeza, dos rinóforos están ubicados en la parte superior.Estos últimos están laminados y del mismo color que los ceratos.

## Ecología
F. babai se alimenta de hidroides de los géneros Campanularia, Bougainvillia y Eudendrium. Cuando el nudibranquio se alimenta del hidroide, los nematocistos de este último pasan por el sistema digestivo sin sufrir daños y son enviados a los extremos de los ceratos. Luego se utilizan para la defensa del nudibranquio.
Como otros nudibranquios, esta especie es hermafrodita: las huevas son de color blanquecino o rosado y forman un cordón en espiral de aproximadamente 3 mm de largo compuesto por miles de unidades. El nudibranquio coloca este cordón en las ramas de los hidroides. De cinco a ocho días después, las larvas velígeeras eclosionan de estos huevos.

## Etimología
Su epíteto específico, babai, le fue otorgado en honor al malacólogo japonés Kikutarō Baba.

## Galería de imágenes

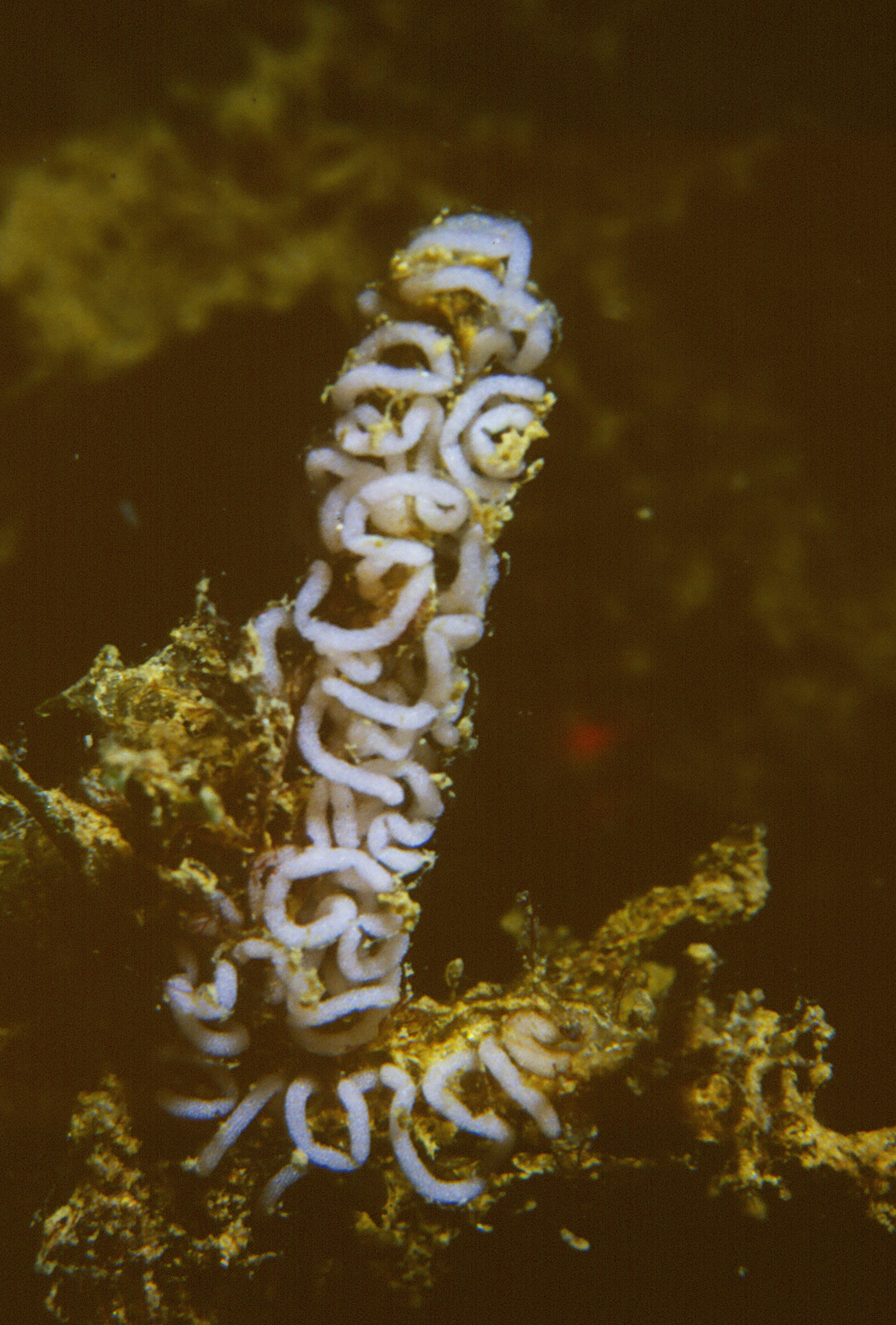
La nidada de esta especie es blanca o rosácea y enrollada.
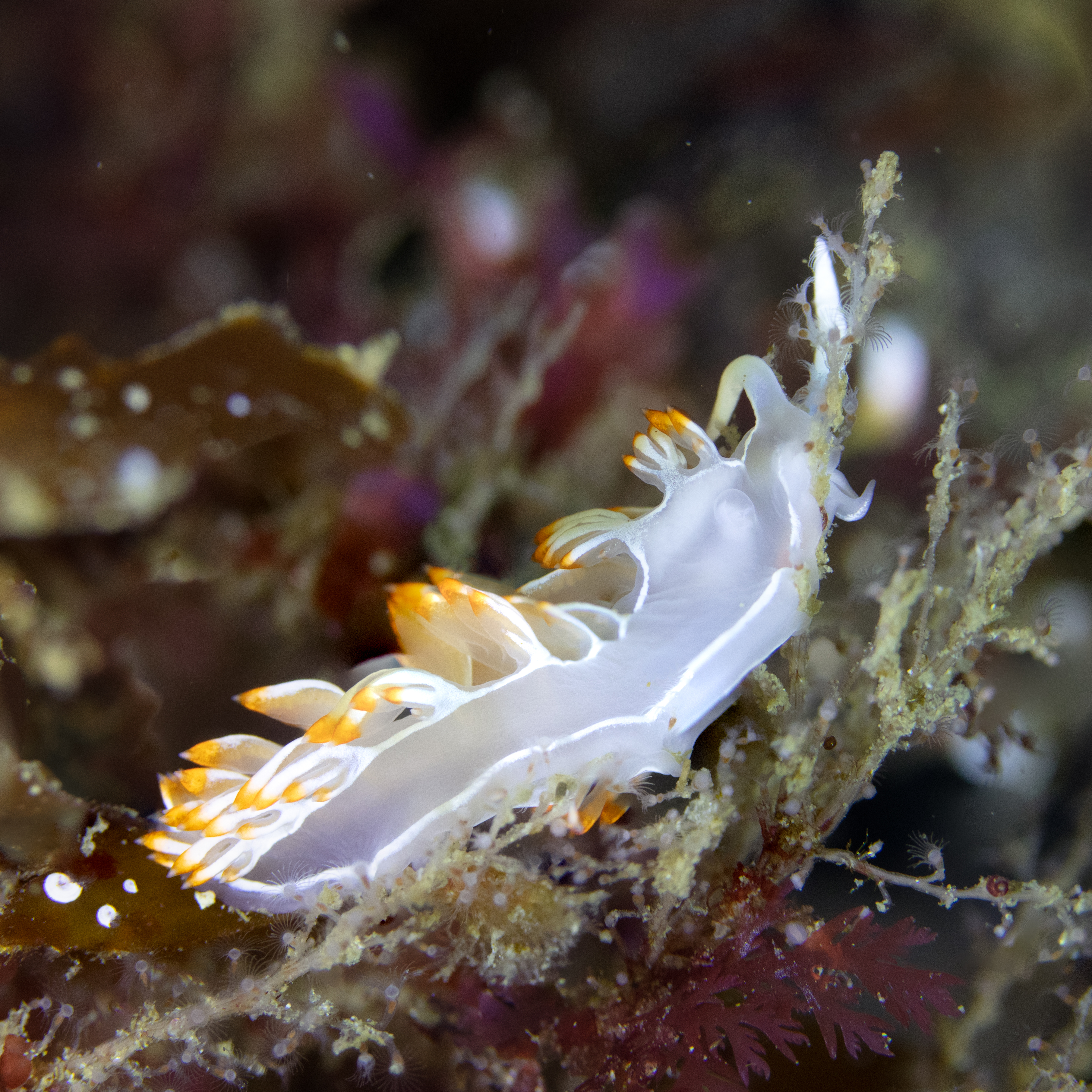
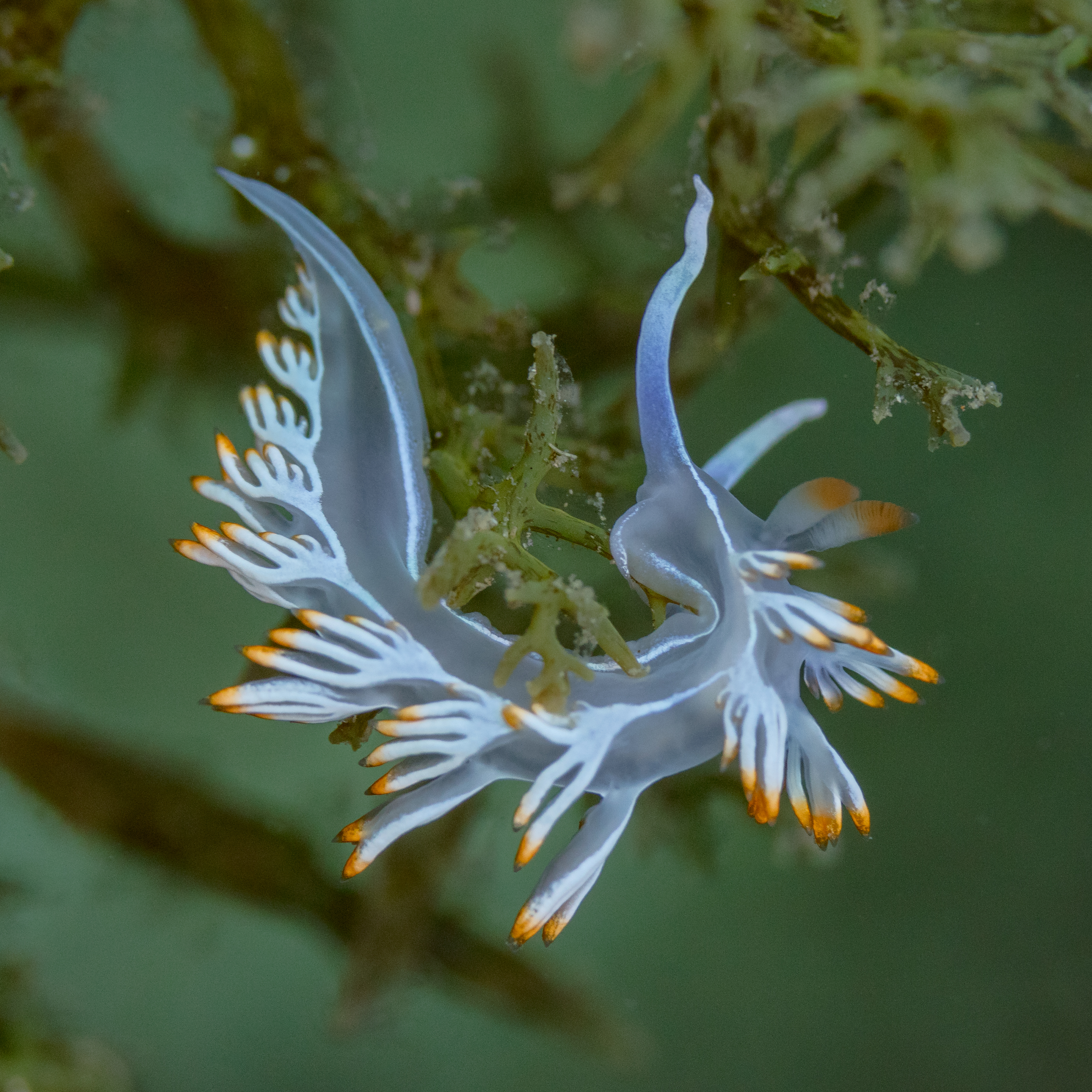